# Nordisk rapsodi
Nordisk rapsodi är ett album av Robert Wells som kom ut 1996.

## Låtlista
1. Där björkarna susa
2. Sommar på Gottskär
3. Etude
4. Ur drottningholmsmusiken
5. Morgongåva
6. Karlbergs kanal
7. Visa från Rättvik
8. Södermalm
9. Spring fever
10. Valse Lente
11. Romanssi
12. Frühlingsrauschen
13. Anitra's dans
14. Hambo om bakfoten